# Comté de Santa Clara
Le comté de Santa Clara (en anglais : Santa Clara County) est un comté américain de l'État de Californie. Au recensement des États-Unis de 2020, il comptait 1 936 259 habitants. Le siège de comté est San José, troisième ville de Californie en nombre d'habitants selon les estimations de 2019 après Los Angeles et San Diego. Ce comté est celui de la Silicon Valley.

## Histoire

### Préhistoire
Le peuple amérindien des Ohlones, de langue Tamyen, sont les premiers occupants du territoire de la vallée de Santa Clara.

### Période espagnole et mexicaine
En 1769, le vice-roi de Nouvelle-Espagne, inquiet de l'avancée russe en Alaska, envoie Gaspar de Portolà dans l'actuelle baie de San Francisco. Les colons entrent en contact avec les Ohlones et leur donnent le nom de Costeños (Peuple de la côte). Ils parviennent au fleuve Coyoye Creek (en) (qu'ils nomment Pájaro), puis continuent vers la côte et la baie de Monterey jusqu'à l'actuel emplacement de Santa Cruz. Un contingent de 7 hommes, mené par  José Franciso Ortega, explore la vallée. Ortega lui donne le nom de  Llano de los Robles (Vallée des Chênes). À la suite de cette annexion officielle du territoire à l'Empire colonial espagnol, un presidio (fort royal) est établi à Monterey.
Cette première exploration de la vallée de Santa Clara est rapidement suivie d'autres :
- 1772 : Pedro Fages mène une expédition pour le compte du presidio de Monterey dans la plaine de San Felipe (aujourd'hui dans le sud du comté) ;
- 1774 : Juan Bautista de Anza identifie la vallée comme le lieu idéal d'implantation de colonies permanentes ;
- 1776 : Juan Bautista de Anza traverse la vallée dans le but d'aller établir le Presidio de San Francisco. La Route du Roi (El Camino Real), une des voies de communications majeures des Californies espagnoles est établie à cette époque.

En janvier 1777, le lieutenant José Joaquin Moraga et Frère Tomas de la Peña, de l'ordre des Franciscains fondent sur le rives du fleuve El Rio de Nuestra Senora de Guadalupe (l'actuel Guadalupe) la huitième mission de Californie et première de la vallée de Santa Clara : la mission de Santa Clara de Asís, nommée d'après Claire d'Assise. En 1779, la mission est submergée par une inondation et doit être reconstruite, ce qui sera le cas le 17 novembre 1781. Les bâtiments de la mission sont aujourd'hui situés sur le campus de l'université de Santa Clara.
En 1777, le gouverneur de Californie, Don Felipe de Neve, demande la création de trois colonies. La première colonie fondée le 29 novembre 1777, San José de Guadalupe, deviendra plus tard San José. Jusqu'à la construction de la Mission San José de Guadalupe en 1797, le fleuve Guadalupe matérialise la frontière entre la vallée contrôlée par les Franciscains et les pobladores de la colonie (pueblo).

### Reconversion: naissance de la Silicon Valley
Naguère promue « Vallée des délices », après deux siècles d'une tradition agricole engagée par les missionnaires espagnols, la région se reconvertit en quelques décennies aux nouvelles technologies. 
Dès 1939, la firme Hewlett-Packard voit le jour, suivie en 1943 IBM, qui choisit San José pour son siège social de la côte ouest des États-Unis. De l'après-guerre aux années 1950, plusieurs autres sociétés d'électronique suivirent, notamment Fairchild Semiconductor, car la Marine américaine, grande pourvoyeuse de contrats de recherche, est très présente dans le comté. L'appellation de Silicon Valley remonte à 1971. La concentration en entreprises du secteur informatique et électronique s'accélère tout au long des années 1980 et 1990, tandis qu'au même moment l'agriculture finit de disparaître du nord du comté. Aujourd'hui, le comté de Santa Clara abrite les sièges sociaux de compagnies célèbres, comme AMD, Apple, Cisco Systems, eBay, Facebook, Google, Hewlett-Packard, Intel, Yahoo! et NVIDIA.

## Démographie
Le comté regroupe des habitants originaires de 177 pays différents.

| 1860   | 1870   | 1880   | 1890   | 1900   | 1910   |
| ------ | ------ | ------ | ------ | ------ | ------ |
| 11 912 | 26 246 | 35 039 | 48 005 | 60 216 | 83 539 |

| 1920    | 1930    | 1940    | 1950    | 1960    | 1970      |
| ------- | ------- | ------- | ------- | ------- | --------- |
| 100 676 | 145 118 | 174 949 | 290 547 | 642 315 | 1 064 714 |

| 1980      | 1990      | 2000      | 2010      | 2020      | - |
| --------- | --------- | --------- | --------- | --------- | - |
| 1 295 071 | 1 497 577 | 1 682 585 | 1 781 642 | 1 936 259 | - |

## Géographie

### Situation
Le comté de Santa Clara est situé dans la partie sud de la baie de San Francisco. Il est traversé du nord au sud par la vallée de Santa Clara, autrefois agricole et aujourd'hui très urbanisée (la Silicon Valley est à peu près synonyme de vallée de Santa Clara). La vallée est bordée par la chaîne Diablo à l'est et les monts Santa Cruz à l'ouest.
|                     | Comté d'Alameda      | Comté de San Mateo  |
| Comté de Stanislaus | comté de Santa Clara |                     |
| Comté de Merced     | Comté de San Benito  | Comté de Santa Cruz |

### Localités

#### Villes incorporées

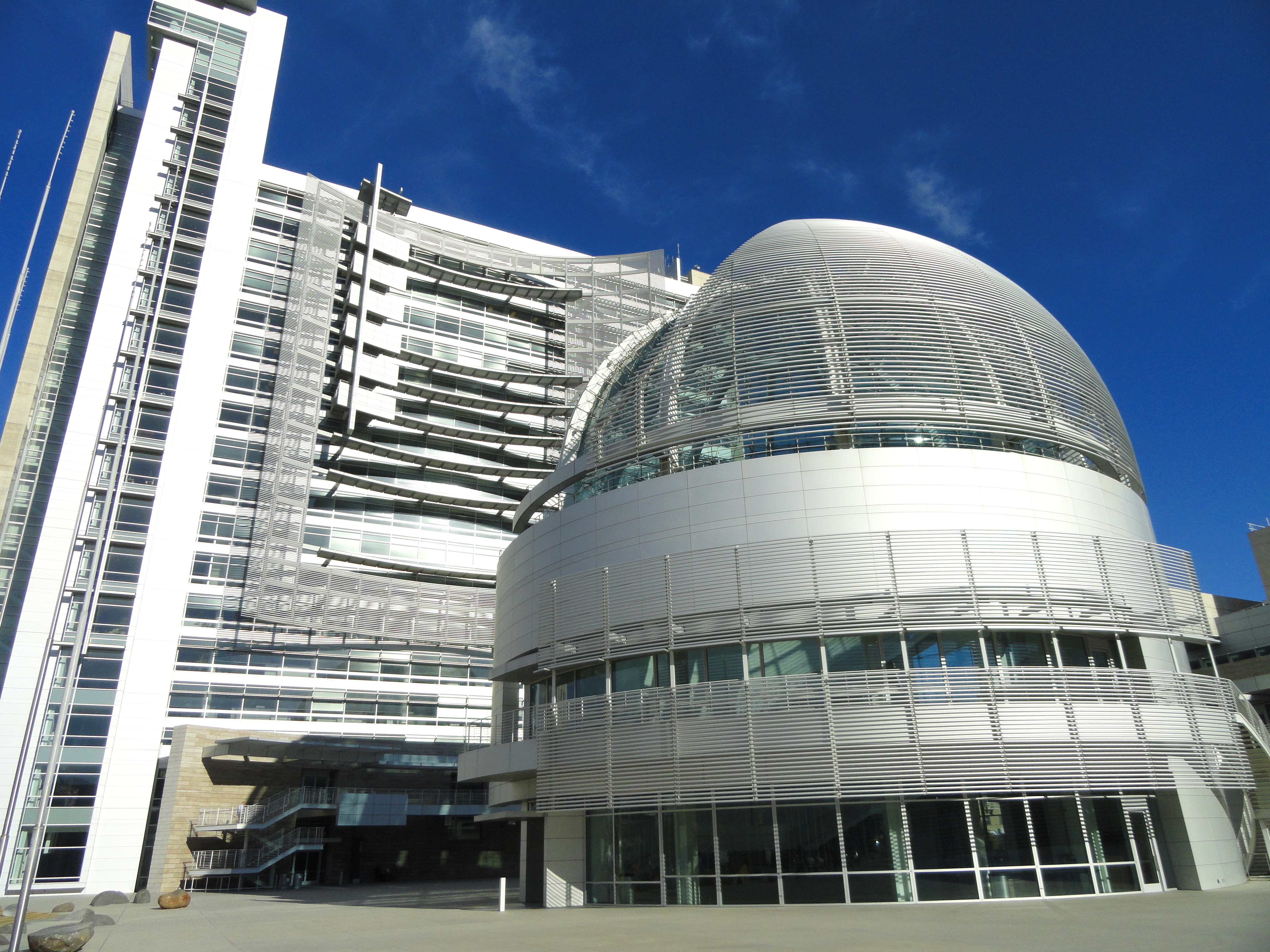
Hôtel de ville de San José.

Le comté de Santa Clara compte 15 localités incorporées :
- Campbell, incorporée en 1952
- Cupertino, incorporée en 1955
- Gilroy, incorporée en 1870
- Los Altos, incorporée en 1952
- Los Altos Hills, incorporée en 1956
- Los Gatos, incorporée en 1887
- Milpitas, incorporée en 1954
- Monte Sereno, incorporée en 1957
- Morgan Hill, incorporée en 1906
- Mountain View, incorporée en 1902
- Palo Alto, incorporée en 1894
- San José, incorporée en 1850
- Santa Clara, incorporée en 1852
- Saratoga, incorporée en 1956
- Sunnyvale, incorporée en 1912

#### Villes désignées par recensement (CDP) et autres localités non-incorporées
Lors du rencensement de 2010, les villes désignées par recensement sont :
- Alum Rock
- Burbank
- Cambrian
- East Foothills
- Fruitdale
- Lexington Hills
- Loyola
- San Martin
- Seven Trees
- Stanford

Plusieurs villes ont été reconnues CDP dans un ou plusieurs recensements antérieurs (1980, 1990 ou 2000), mais ne le sont plus dans celui de 2010 :
- Alum Rock, CDP en 1980, 1990 (intégrée à East Foothills) et 2000
- Buena Vista, CDP en 2000
- Chemeketa Park, CDP en 1980, puis intégrée à Lexington Hills
- Redwood Estates, CDP en 1980, puis intégrée à Lexington Hills
- Seven Trees, CDP en 2000
- Sunol-Midtown, CDP en 2000

Enfin, le comté de Santa Clara comprend de nombreuses localités non incorporées qui ne sont pas des CDP et qui ne l'ont pas été lors des 3 recensements antérieurs :
- Bell Station, parfois appelée Bell's Station ou Hollenbeck's Station.
- Casa Loma, parfois appelée Loma Chiquita.
- Rucker
- San Antonio Valley, appelée Deforest entre 1892 et 1924.

## Politique et administration
Le comté de Santa Clara est dirigé par un Board of Supervisors de 5 membres élus pour 4 ans dans la limite de trois mandats successifs. Le comté est divisé en cinq districts, chacun élisant un Supervisor, lors d'un scrutin uninominal. Les élections ont lieu tous les deux ans et coïncident avec l'élection du gouverneur de Californie pour les districts 1 et 4 et avec l'élection présidentielle pour les districts 2, 3 et 5.
La composition actuelle du Board of Supervisors est la suivante :
| District | Population | Nom du Supervisor                   | Date de début de mandat | Date de fin de mandat | Municipalités du district | Notes |
| -------- | ---------- | ----------------------------------- | ----------------------- | --------------------- | --- | --- |
| 1        | 339 820    | Mike Wasserman (Président du Board) | 2014 (2e mandat)        | 2018                  | Gilroy, Los Gatos, Morgan Hill, Monte Sereno, parties de San José                                                                 | |
| 2        | 337 797    | Cindy Chavez                        | 2016 (2e mandat)        | 2020                  | Parties de San José | En 2013, Cindy Chavez est élue à l'issue d'une élection partielle à la suite de la mise en examen de son prédécesseur George Shirakawa Jr. |
| 3        | 264 959    | Dave Cortese                        | 2016 (3e mandat)        | 2020                  | Milpitas, parties de San José, Sunnyvale                                                                                          | |
| 4        | 367 095    | Ken Yeager                          | 2014 (3e mandat)        | 2018                  | Campbell, Santa Clara, parties de San José                                                                                        | |
| 5        | 371 971    | Joe Simitian                        | 2016 (2e mandat)        | 2020                  | Cupertino, Los Altos, Los Altos Hills, Monte Sereno, Mountain View, Palo Alto, Saratoga, Stanford, Sunnyvale, parties de San José | |